# Subdivisões de Ainão

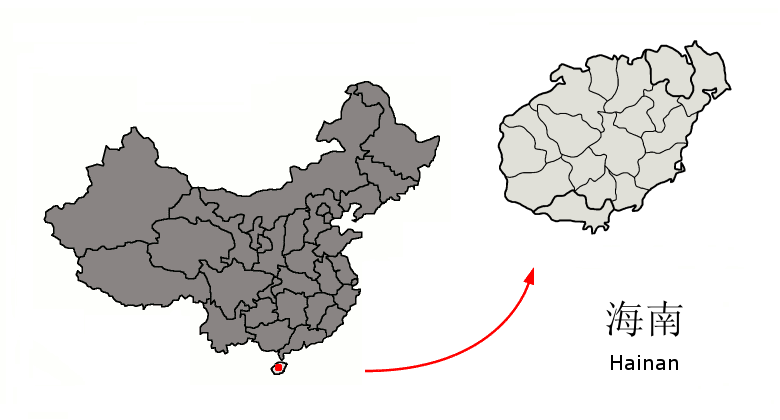
Localização de Ainão dentro da China

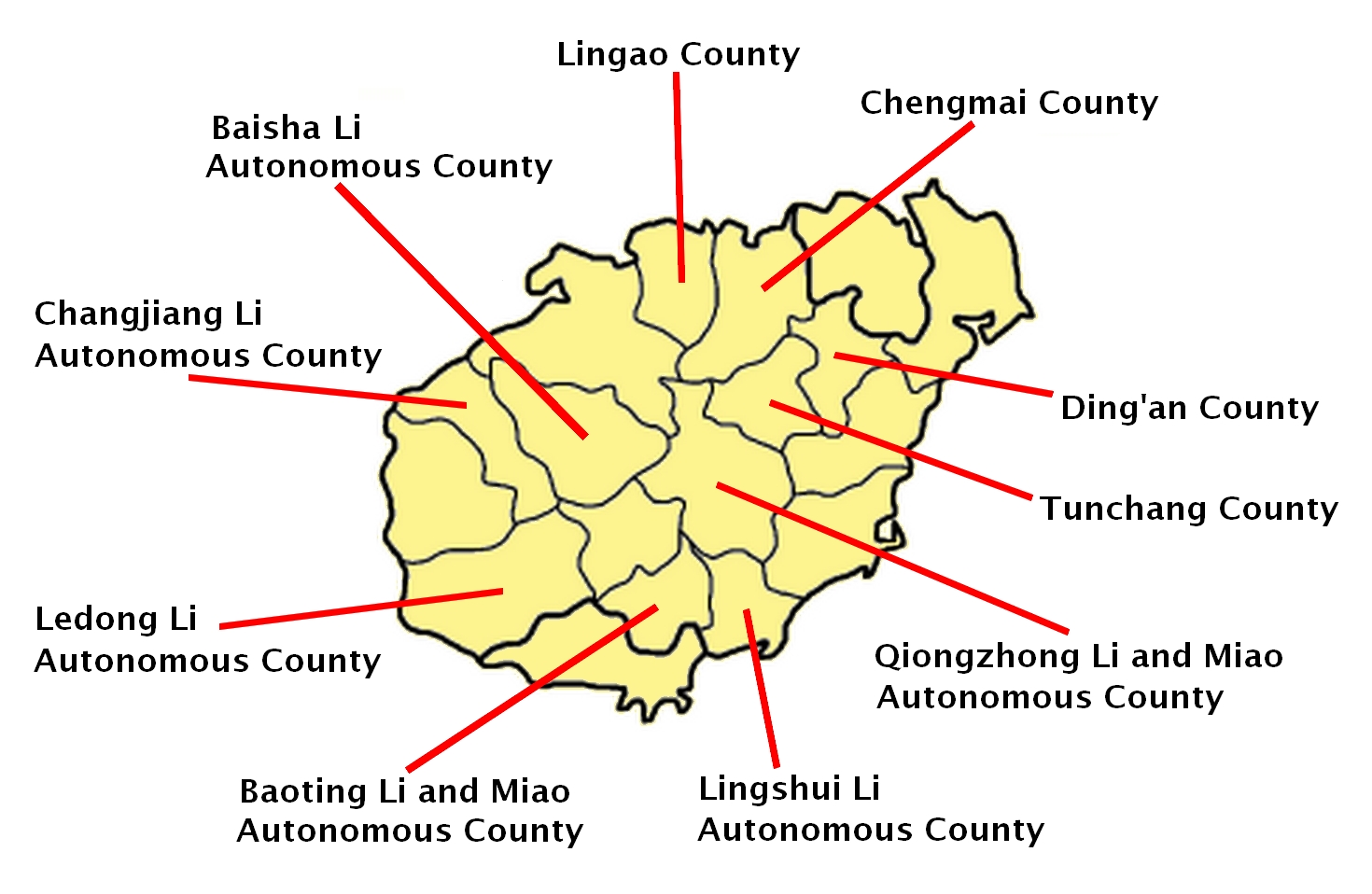
Subdivisões da província de Ainão

Ainão (海南 em chinês; Hǎinán em pinyin) está dividida administrativamente da seguinte forma:
| Nível prefeitural                                 | Nível distrital                                               | Nível distrital                                               | Nível distrital                                               |
| Nível prefeitural                                 | Nome                                                          | Chinês simplificado                                           | Pinyin                                                        |
| ------------------------------------------------- | ------------------------------------------------------------- | ------------------------------------------------------------- | ------------------------------------------------------------- |
| Cidade Administrativa de Haikou 海口市 Hǎikǒu Shì | Districto de Longhua                                          | 龙华区                                                        | Lónghuá Qū                                                    |
| Cidade Administrativa de Haikou 海口市 Hǎikǒu Shì | Districto de Xiuying                                          | 秀英区                                                        | Xiùyīng Qū                                                    |
| Cidade Administrativa de Haikou 海口市 Hǎikǒu Shì | Districto de Qiongshan                                        | 琼山区                                                        | Qióngshān Qū                                                  |
| Cidade Administrativa de Haikou 海口市 Hǎikǒu Shì | Districto de Meilan                                           | 美兰区                                                        | Měilán Qū                                                     |
| Cidade Administrativa de Sanya 三亚市 Sānyà Shì   | Não tem divisões de nível distrital, apenas de nível cantonal | Não tem divisões de nível distrital, apenas de nível cantonal | Não tem divisões de nível distrital, apenas de nível cantonal |
| Administração directa pela província              | Cidade Administrativa de Wenchang                             | 文昌市                                                        | Wénchāng Shì                                                  |
| Administração directa pela província              | Cidade Administrativa de Qionghai                             | 琼海市                                                        | Qiónghǎi Shì                                                  |
| Administração directa pela província              | Cidade Administrativa de Wanning                              | 万宁市                                                        | Wànníng Shì                                                   |
| Administração directa pela província              | Cidade Administrativa de Wuzhishan                            | 五指山市                                                      | Wǔzhǐshān Shì                                                 |
| Administração directa pela província              | Cidade Administrativa de Dongfang                             | 东方市                                                        | Dōngfāng Shì                                                  |
| Administração directa pela província              | Cidade Administrativa de Danzhou                              | 儋州市                                                        | Dānzhōu Shì                                                   |
| Administração directa pela província              | Comarca de Lingao                                             | 临高县                                                        | Língāo Xiàn                                                   |
| Administração directa pela província              | Comarca de Chengmai                                           | 澄迈县                                                        | Chéngmài Xiàn                                                 |
| Administração directa pela província              | Comarca de Ding'an                                            | 定安县                                                        | Dìng'ān Xiàn                                                  |
| Administração directa pela província              | Comarca de Tunchang                                           | 屯昌县                                                        | Túnchāng Xiàn                                                 |
| Administração directa pela província              | Comarca autónoma li de Changjiang                             | 昌江黎族自治县                                                | Chāngjiāng lízú Zìzhìxiàn                                     |
| Administração directa pela província              | Comarca autónoma li de Baisha                                 | 白沙黎族自治县                                                | Báishā lízú Zìzhìxiàn                                         |
| Administração directa pela província              | Comarca autónoma li e miao de Qiongzhong                      | 琼中黎族苗族自治县                                            | Qióngzhōng lízú miáozú Zìzhìxiàn                              |
| Administração directa pela província              | Comarca autónoma li de Lingshui                               | 陵水黎族自治县                                                | Língshuǐ lízú Zìzhìxiàn                                       |
| Administração directa pela província              | Comarca autónoma li e miao de Baoting                         | 保亭黎族苗族自治县                                            | Bǎotíng lízú miáozú Zìzhìxiàn                                 |
| Administração directa pela província              | Comarca autónoma li de Ledong                                 | 乐东黎族自治县                                                | Lèdōng lízú Zìzhìxiàn                                         |

1. ↑  Direção dos Serviços Meteorológicos e Geofísicos. Macau Arquivado em 3 de dezembro de  2013, no Wayback Machine. página visitada em 01-04-2011
2. ↑  Gonçalves, Rebelo (1947). Tratado de Ortografia da Língua Portuguesa. Coimbra: Atlântida - Livraria Editora. p. 362
3. ↑  Fernandes, Ivo Xavier (1941). Topónimos e Gentílicos. I. Porto: Editora Educação Nacional, Lda.
4. ↑  Machado, José Pedro (1993) [1984]. Dicionário Onomástico Etimológico da Língua Portuguesa. I 2.ª ed. 2.ª ed. Lisboa: Horizonte / Confluência. p. 66. ISBN 972-24-0842-9